# کمپیلوس
کمپیلوس (به اسپانیایی: Campillos) یک دهستان اسپانیا است که در اتوکرا واقع شده‌است.

## خصوصیات
کمپیلوس ۱۸۸ کیلومترمربع مساحت و ۸٬۷۰۷ نفر جمعیت دارد و ۴۶۱ متر بالاتر از سطح دریا واقع شده‌است.